# Nationaal Kunstmuseum van Oekraïne
Het Nationaal Kunstmuseum van Oekraïne (Oekraïens: Національний Художній Музей України) is een museum gewijd aan Oekraïense kunst in Kiev, Oekraïne.

## Achtergrond
Dankzij de inzet van Oekraïense intellectuelen werd aan het einde van de 19e eeuw het eerste gratis museum in Kiev opgericht. Het bouwproject was onder leiding van de Moskouse architect Pyotr Boytsov, die voor een neoklassieke stijl koos. Het werd uitgevoerd door de Poolse architect Władysław Horodecki, omdat Boytsov geen vergunning kreeg.
Het gebouw werd oorspronkelijk ontworpen als museum voor de plaatselijke vereniging van beschermheren van kunst- en antiekliefhebbers. In augustus 1899 vond de eerste tentoonstelling plaats in een onvoltooid gebouw. De officiële opening en inwijding van de instelling werd gehouden op 30 december 1904. In de eeuw die volgde veranderde de naam van het museum een enkele keer. Deze naamsveranderingen weerspiegelen de geschiedenis van Oekraïne. Sinds 1994 draagt het museum de naam Nationaal Kunstmuseum van Oekraïne.
Aan de bouw van het gebouw werd 249.000 roebel (gelijk aan circa 2,6 miljoen euro) uitgegeven, waarvan 100.000 (gelijk aan circa 1 miljoen euro) door de regering van het Russische Rijk werd betaald. De familie Teresjtsjenko legde nog eens 108.000 roebel bij.
Het museum heeft de meest representatieve collectie Oekraïense figuratieve kunst ter wereld. De collectie van het museum telt bijna 40.000 objecten, waaronder meesterwerken van de Oekraïense schilderkunst, beeldhouwkunst en grafische kunst uit de tijd van het Kievse Rijk tot heden.

## Galerij

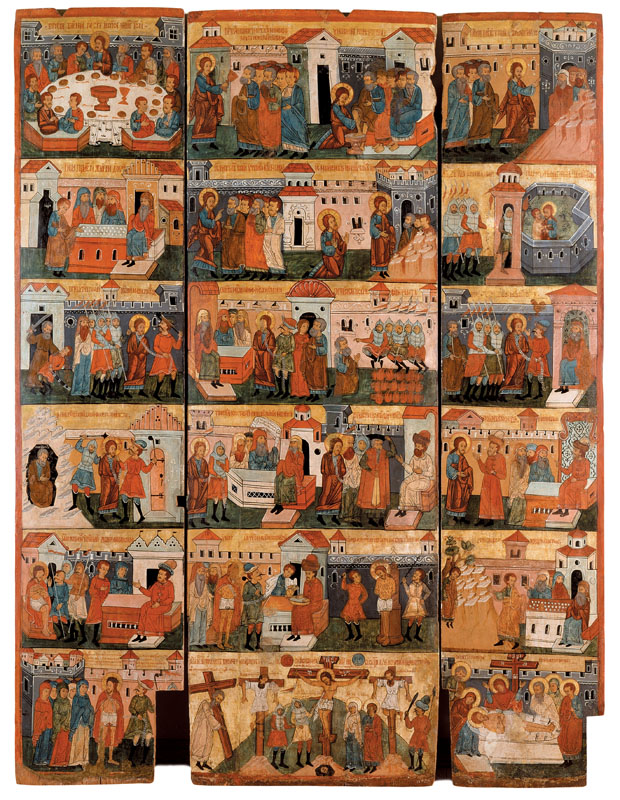
Passie van Jezus Christus, 16e eeuw.
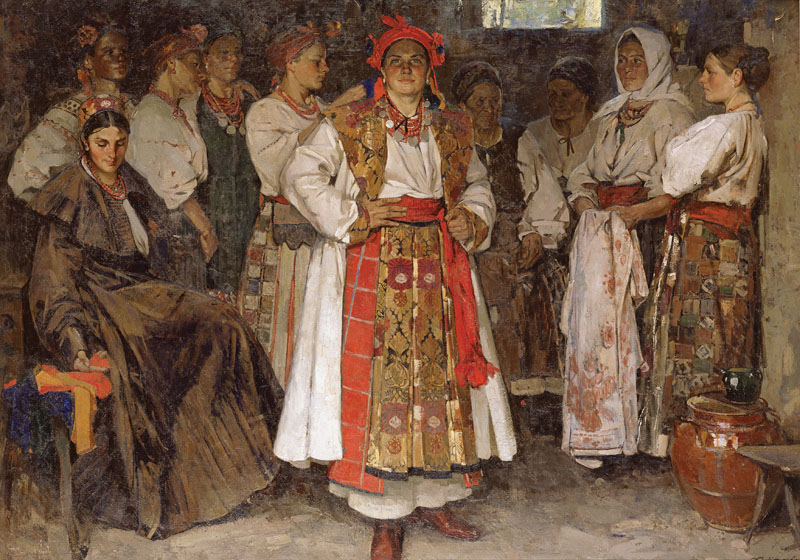
Fedir Krytsjevskyj, bruid, 1910.
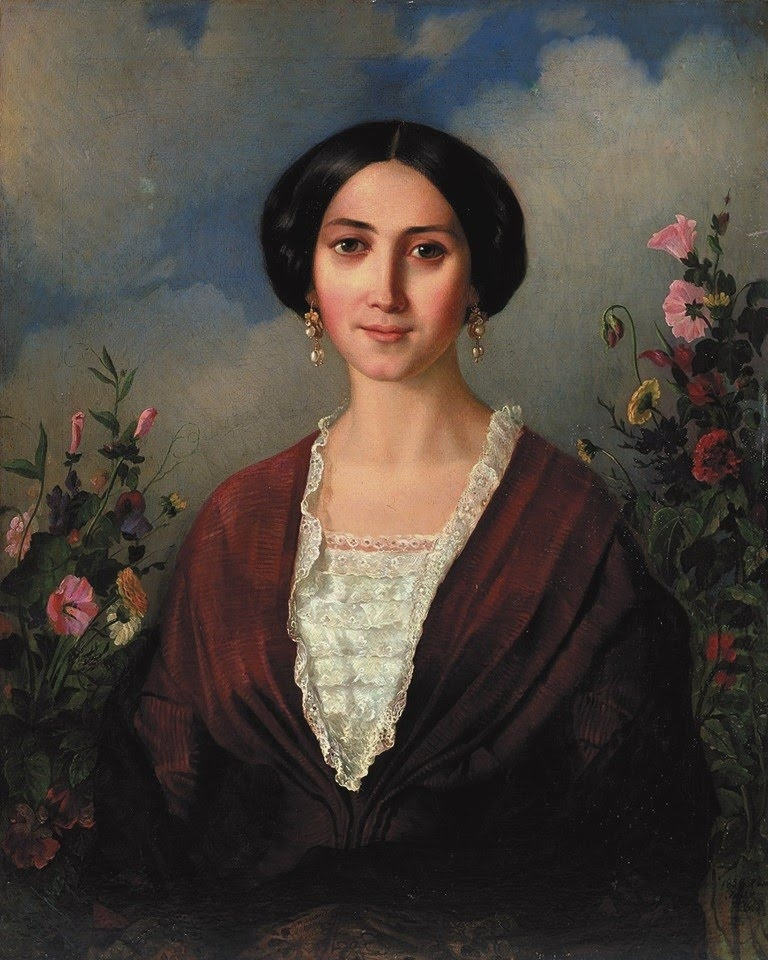
Apollon Mokrizki, portret van een vrouw, 1853.
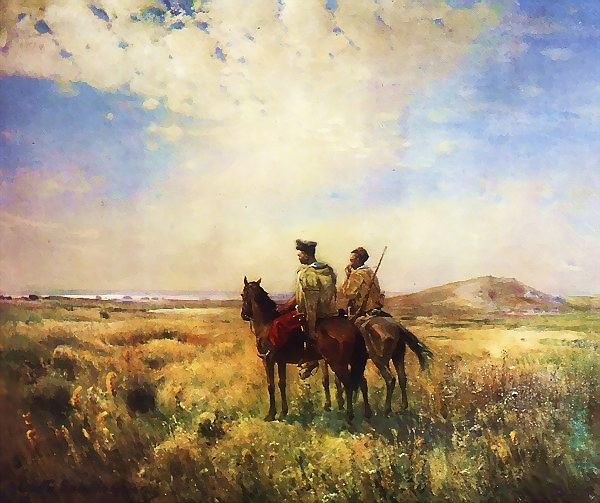
Serhii Vasylkivskyj, Kozakken in de steppe, circa 1900.